# Nguyễn Thị Huyền (ostacolista)
Nguyễn Thị Huyền (Nam Định, 19 maggio 1993) è un'ostacolista e velocista vietnamita, detentrice del record nazionale dei 400 metri ostacoli.

## Record nazionali

### Seniores
- 400 metri ostacoli: 56"06 ( Kuala Lumpur, 22 agosto 2017)
- Staffetta 4×400 metri: 3'31"46 ( Kallang, 11 giugno 2015) (Nguyễn Thị Oanh, Nguyễn Thị Thuy, Quách Thị Lan, Nguyễn Thị Huyền)

## Progressione

### 400 metri piani
| Stagione | Risultato | Luogo          | Data       | Rank. Mond. |
| -------- | --------- | -------------- | ---------- | ----------- |
| 2016     | 52"97     | Rio de Janeiro | 13-8-2016  |             |
| 2015     | 52"00     | Singapore      | 12-6-2015  |             |
| 2014     | 52"76     | Nam Định       | 11-12-2014 |             |
| 2013     | 52"98     | Ho Chi Minh    | 24-9-2013  |             |
| 2012     | 54"42     | Singapore      | 28-4-2012  |             |

### 400 metri ostacoli
| Stagione | Risultato | Luogo        | Data       | Rank. Mond. |
| -------- | --------- | ------------ | ---------- | ----------- |
| 2017     | 56"06     | Kuala Lumpur | 22-8-2017  |             |
| 2016     | 57"39     | Hanoi        | 25-11-2016 |             |
| 2015     | 56"15     | Singapore    | 10-6-2015  |             |
| 2014     | 56"49     | Nam Định     | 9-12-2014  |             |
| 2012     | 59"07     | Hanoi        | 4-10-2012  |             |
| 2011     | 59"73     | Palembang    | 15-11-2011 |             |
| 2010     | 1'00"79   | Đà Nẵng      | 30-12-2010 |             |

## Palmarès
| Anno | Manifestazione               | Sede           | Evento      | Risultato | Prestazione | Note                                     |
| ---- | ---------------------------- | -------------- | ----------- | --------- | ----------- | ---------------------------------------- |
| 2011 | Giochi del Sud-est asiatico  | Palembang      | 400 m hs    | 5ª        | 59"73       | Miglior prestazione personale stagionale |
| 2011 | Giochi del Sud-est asiatico  | Palembang      | 4×400 m     | Bronzo    | 3'45"03     |                                          |
| 2012 | Campionati asiatici juniores | Colombo        | 400 m hs    | Oro       | 59"92       |                                          |
| 2012 | Mondiali juniores            | Barcellona     | 400 m hs    | Batteria  | 1'02"01     |                                          |
| 2013 | Campionati asiatici          | Pune           | 400 m hs    | 5ª        | 1'01"68     |                                          |
| 2013 | Giochi del Sud-est asiatico  | Naypyidaw      | 400 m hs    | Finale    | dns         |                                          |
| 2014 | Giochi asiatici              | Incheon        | 400 m piani | 7ª        | 53"79       |                                          |
| 2014 | Giochi asiatici              | Incheon        | 4×400 m     | 5ª        | 3'33"20     |                                          |
| 2015 | Giochi del Sud-est asiatico  | Singapore      | 400 m piani | Oro       | 52"00       | Miglior prestazione personale            |
| 2015 | Giochi del Sud-est asiatico  | Singapore      | 400 m hs    | Oro       | 56"15       | Miglior prestazione personale stagionale |
| 2015 | Giochi del Sud-est asiatico  | Singapore      | 4×400 m     | Oro       | 3'31"46     | Record dei Giochi                        |
| 2015 | Mondiali                     | Pechino        | 400 m hs    | Batteria  | 57"31       |                                          |
| 2016 | Giochi olimpici              | Rio de Janeiro | 400 m piani | Batteria  | 52"97       | Miglior prestazione personale stagionale |
| 2016 | Giochi olimpici              | Rio de Janeiro | 400 m hs    | Batteria  | 57"87       |                                          |
| 2017 | Campionati asiatici          | Bhubaneswar    | 400 m hs    | Oro       | 56"14       |                                          |
| 2017 | Campionati asiatici          | Bhubaneswar    | 4×400 m     | Argento   | 3'33"22     |                                          |
| 2017 | Giochi del Sud-est asiatico  | Kuala Lumpur   | 400 m piani | Oro       | 52"48       |                                          |
| 2017 | Giochi del Sud-est asiatico  | Kuala Lumpur   | 400 m hs    | Oro       | 56"06       | Record dei Giochi · Record nazionale     |
| 2017 | Giochi del Sud-est asiatico  | Kuala Lumpur   | 4×400 m     | Oro       | 3'33"40     |                                          |
| 2023 | Asiatici indoor              | Astana         | 400 m piani | Argento   | 54"67       |                                          |
| 2023 | Campionati asiatici          | Bangkok        | 400 m hs    | 5ª        | 58"36       |                                          |
| 2023 | Campionati asiatici          | Bangkok        | 4x400 m     | Oro       | 3'32"36     |                                          |
| 2023 | Giochi asiatici              | Hangzhou       | 400 m hs    | Batteria  | 58"49       |                                          |
| 2023 | Giochi asiatici              | Hangzhou       | 4x400 m     | 4ª        | 3'31"61     |                                          |